# ТрансАвиаЭкспорт

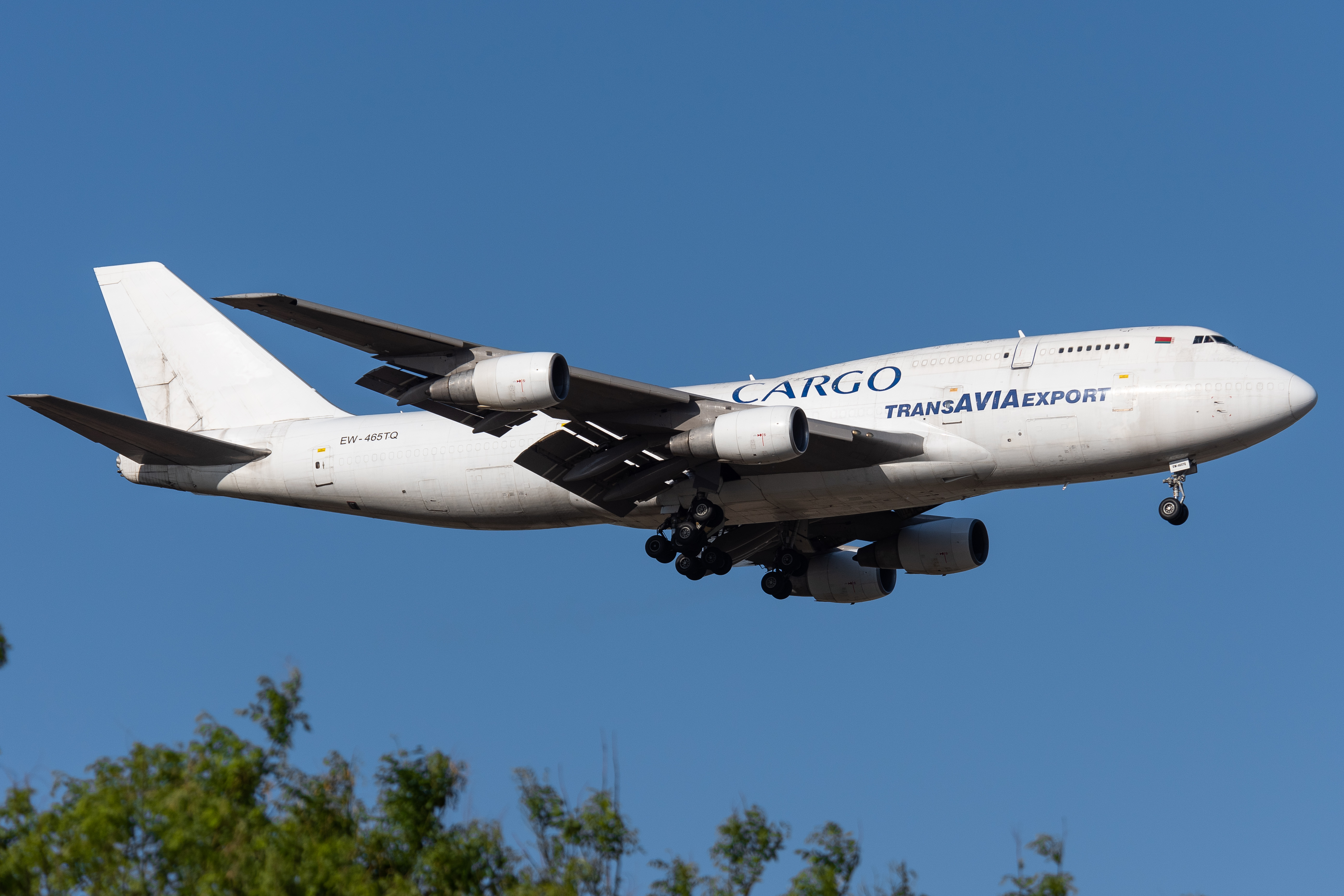
Boeing 747-300SF авиакомпании Трансавиаэкспорт

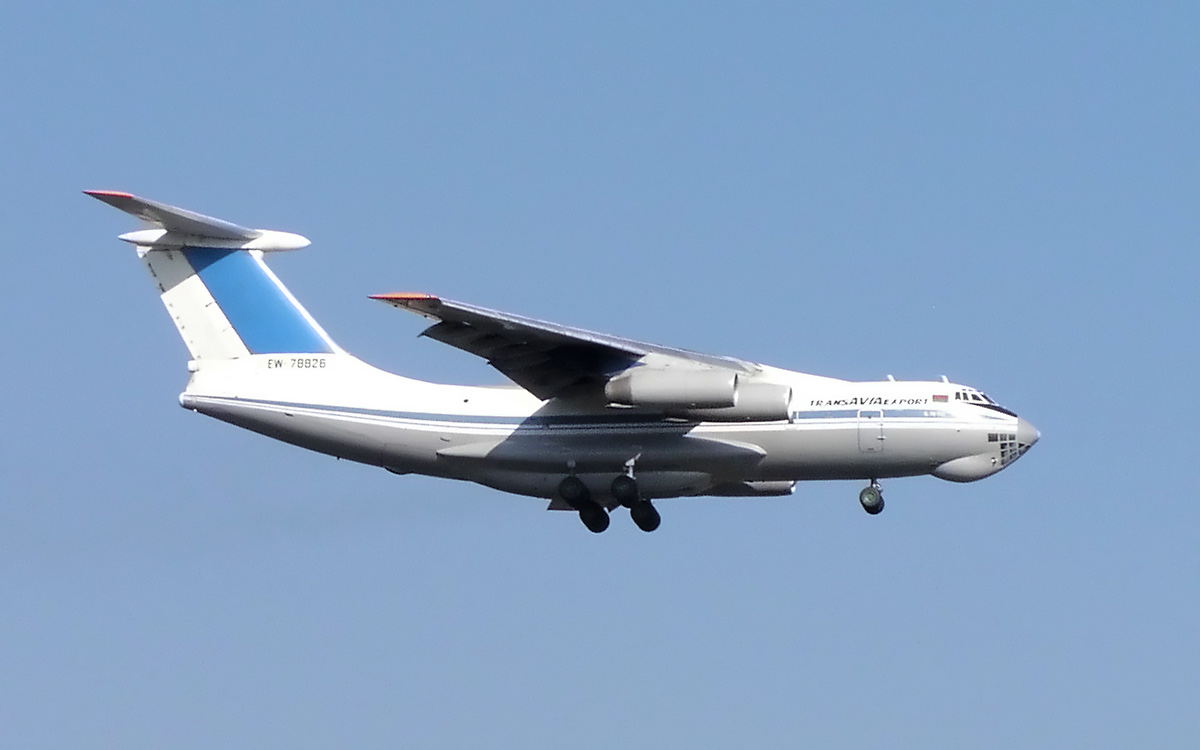
Ил-76 авиакомпании Трансавиаэкспорт

ОАО «ТАЕ Авиа» (предыдущее наименование: ОАО «Авиакомпания Трансавиаэкспорт») — белорусская грузовая авиакомпания. На рынке грузовых перевозок работает с 1992 года. Авиакомпания зарегистрирована в ИКАО, решение от 08 июня 1993, Doc AN 2/16, с присвоением трёхбуквенного кода ТХС. Зарегистрирована в ИАТА с присвоением двухбуквенного кода AL и трёхцифрового префикса кода 221. Воздушный флот — 10 Ил-76ТД, 3 Boeing 747.

## Происшествия
9 марта 2007 самолёт Ил-76ТД (EW-78826) при заходе на посадку в Могадишо (Сомали) был обстрелян предположительно из переносного зенитно-ракетного комплекса или ручного гранатомёта. В это время самолёт находился на высоте 250 м. Несмотря на возникший на борту сильный пожар, экипажу удалось совершить посадку, пострадавших в результате инцидента нет.
23 марта 2007 при взлёте с аэродрома столицы Сомали Могадишо был сбит самолёт Ил-76ТД (EW-78849), на борту которого находилось 11 человек. Этот самолёт вылетел в Могадишо чтобы доставить технических специалистов к пострадавшему за 2 недели до этого самолёту компании.

## Международные санкции
2 декабря 2021 года Министерство финансов США включило ТрансАвиаЭкспорт и два самолёта этой авиакомпании в санкционный список США.
Из-за вторжения России на Украину за «существенное содействие и поддержку Беларусью вторжения России в Украину» ТрансАвиаЭкспорт внесена в санкционные списки ряда стран.
В марте 2022 года авиакомпания попала под санкции Великобритании. 3 июня 2022 года попал под санкции всех стран Евросоюза. Также находится под санкциями Швейцарии и Японии